# Быков (станция)
Быков — бывшая железнодорожная станция Сахалинского региона Дальневосточной железной дороги, конечная станция на ветке от Сокола.

## История
Станция открыта в 1911 году в составе ответвления от основного хода железной дороги Карафуто, и до 1943 года подчинялась топливной компании Найбути. С 1946 года — в составе ответвления от основного хода Сахалинского региона ДВЖД. 
31 мая 2019 года станция была закрыта в связи с отказом ОАО «РЖД» от перешивки ряда тупиковых ответвлений Сахалинского региона ДВЖД

## Описание
Станция состоит из двух путей колеи 1067 мм, оба неэлектрифицированные. У одного из путей расположена пассажирская платформа с вокзалом. В 50 метрах к западу от торца платформы линия заканчивается оборотным тупиком. От станции отходит подъездной путь к угольному перегрузу.

## Деятельность
По состоянию на август 2016 на станции оборачиваются две пары пригородных дизельных поездов Южно-Сахалинск — Быков.

## Изображения
- Оборотный тупик
- В сторону Сокола
- Пассажирский вагон на станции